# 熱情のスペクトラム/涙がきえるなら
『熱情のスペクトラム/涙がきえるなら』（ねつじょうのスペクトラム／なみだがきえるなら）は、いきものがかりの28作目のシングル。「熱情のスペクトラム」と「涙がきえるなら」との両A面シングル。ソニー・ミュージックレーベルズ / エピックレコードジャパンからCDシングル・デジタル・ダウンロードで2014年10月15日に発売された。

## 解説
前作「ラブソングはとまらないよ」から3ヶ月ぶりのリリースとなる2014年第2弾シングル。2011年リリースの20thシングル「笑ってたいんだ/NEW WORLD MUSIC」以来7作ぶりとなる両A面シングルとなっており、初回生産限定盤は鈴木央描き下ろしによる『七つの大罪』ワイドキャップステッカー仕様で、特典として「いきものカード042」が封入される。
両A面どちらもリリース時に音楽番組での披露はない。いきものがかりがシングルリリース時に『ミュージックステーション』に出演しなかったのは「なくもんか」以来12作ぶり、3度目となった。

## 収録曲
| #         | タイトル                             | 作詞              | 作曲              | 編曲                  | 時間  |
| --------- | ------------------------------------ | ----------------- | ----------------- | --------------------- | ----- |
| 1.        | 「熱情のスペクトラム」               | 水野良樹          | 水野良樹          | 近藤隆史 田中ユウスケ | 3:43  |
| 2.        | 「涙がきえるなら」                   | 吉岡聖恵 山下穂尊 | 吉岡聖恵 水野良樹 | 亀田誠治              | 4:28  |
| 3.        | 「熱情のスペクトラム」(instrumental) |                   |                   |                       | 3:43  |
| 4.        | 「涙がきえるなら」(instrumental)     |                   |                   |                       | 4:27  |
| 合計時間: | 合計時間:                            | 合計時間:         | 合計時間:         | 合計時間:             | 16:21 |

## 曲解説
1. 熱情のスペクトラム
MBS・TBS系テレビアニメ『七つの大罪』オープニングテーマ（2014年10月5日 - 12月21日放送分）。
「ホタルノヒカリ」以来約5年半ぶりとなるテレビアニメのタイアップで、いきものがかりがMBS制作のアニメテーマソングを手掛けるのは、2007年に『おおきく振りかぶって』のオープニングテーマに「青春ライン」が使用されて以来7年ぶりとなる。
2. 涙がきえるなら
TBS系報道番組『NEWS23』テーマソング（2014年3月31日 - 2015年3月27日）。
作詞を吉岡と山下、作曲を吉岡と水野が手がけた、初めてのメンバー3人による合作曲となる[5][注 1]。
番組では、オープニング及びCM前のアイキャッチでアップテンポでピアノ調にアレンジされたインストゥルメンタルバージョンを、エンディングでオリジナルバージョンを使用している。また、2014年12月23日放送分で事前収録の形でいきものがかりが出演し、この曲をフルバージョンで披露した。
ミュージックビデオは、2014年11月14日までの一般公募により制作された[4]。

## 参加ミュージシャン
| 熱情のスペクトラム - Drums：恒岡章 - Electric Bass：スティング宮本 - Acoustic Guitar, Electric Guitar：フジイケンジ（The Birthday） - Strings：岡村美央ストリングス - Programming：近藤隆史（Q.,Ltd） - Programming & All Other Instruments：田中ユウスケ（agehasprings） | 涙がきえるなら - Drums & Tambourine：河村“カースケ”智康 - Electric Bass：亀田誠治 - Electric Guitar：西川進 - Acoustic Guitar：小倉博和 - Piano & Organ：皆川真人 - Manipulation：豊田泰孝（makotoya） - Strings：金原千恵子ストリングス |

## 収録アルバム
- FUN! FUN! FANFARE!（#1・#2）
- 超いきものばかり〜てんねん記念メンバーズBESTセレクション〜 (#1・#2)